# 光果蓝花黄耆
光果蓝花黄耆（学名：Astragalus caeruleopetalinus var. glabricarpus）为豆科黄耆属下的一个变种。

## 扩展阅读
- 維基物種上的相關：光果蓝花黄耆